# Hypsugo anthonyi
Hypsugo anthonyi (Tate, 1942) è un pipistrello della famiglia dei Vespertilionidi endemico del Myanmar.

## Etimologia
L'epiteto specifico è stato dedicato dallo scopritore a Harold Elmer Anthony, naturalista americano che catturò l'olotipo nel 1939 durante la Vernay-Cutting Burma Expedition.

## Descrizione

### Dimensioni
Pipistrello di piccole dimensioni, con la lunghezza totale di 96 mm, la lunghezza dell'avambraccio di 39 mm, la lunghezza della coda di 41 mm e la lunghezza del piede di 10 mm.

### Aspetto
La pelliccia è corta, densa e vellutata. Le parti dorsali sono marrone scuro, mentre le parti ventrali sono bruno-grigiastre con la punta dei peli marrone. I piedi sono robusti, con gli artigli corti e con la punta smussata. La lunga coda è inclusa completamente nell'ampio uropatagio. Il calcar è munito di un lobo ben sviluppato. Il pollice è corto e fornito alla base di un piccolo cuscinetto adesivo. 

## Biologia

### Alimentazione
Si nutre di insetti.

## Distribuzione e habitat
Questa specie è conosciuta soltanto da un singolo maschio adulto catturato nel 1939 presso Changyinku, nel Myanmar settentrionale ed ora conservato presso l'American Museum of Natural History di New York con numero di catalogo AMNH 114849.
Vive nelle foreste decidue secondarie, pinete e aree coltivate a circa 2.134 metri di altitudine.

## Conservazione
La IUCN Red List, considerato che questa specie è nota soltanto da un individuo e ci sono veramente poche informazioni circa l'habitat, l'areale, lo stato della popolazione e le eventuali minacce, classifica H.anthonyi come specie con dati insufficienti (DD).